# Hans Aloys Schmitz
Hans Aloys Schmitz (* 1. Juli 1899 in Lobberich; † 6. März 1973 in Bad Neuenahr) war ein deutscher Kinderpsychiater, der als Gutachter in die Aktion T4 verstrickt war.

## Leben
Schmitz war ab 1934 Mitglied der SA und Staffelarzt im NSKK. 1935 wurde er an der Bonner Heil- und Pflegeanstalt zum Oberarzt unter dem Leiter Kurt Pohlisch befördert. 1937 trat er der NSDAP bei. Ab 1937 war Schmitz leitender Arzt der Rheinischen Kinderanstalt für seelisch Abnorme in Bonn, wo erbbiologische Gutachten erstellt wurden. Am 5. September 1940 referierte Schmitz als Gründungsmitglied der Deutschen Gesellschaft für Kinderpsychiatrie und Heilpädagogik über seine „Sichtungsstation“, wo die Diagnose „bildungsunfähig“ einem Todesurteil gleichkam. Schon vorher hatte Schmitz der Heilpädagogik vorgehalten, sie habe sich zu lange um Erbkranke bemüht, nun sei „auslesende Diagnostik“ gefragt. „Erst in der Zusammenschau des einzelnen als Teil seiner Familie und als Glied in der Kette seiner Ahnen ist es möglich, die wichtige Entscheidung zu treffen: ausmerzreif oder förderungsbedürftig.“
Schmitz entschied durch seine Gutachten über die Tötung in der Klinik Waldniel (Waldniel), die nach eigenem Geständnis Hermann Wesse vornahm. Auch war er nach eigenen Angaben Gutachter für Sondergerichte und den Volksgerichtshof. Für die Aktion T4 gutachtete er mit seinem Chef Pohlisch seit dem 30. Juli 1940. Schmitz erhielt den Ehrentitel Obermedizinalrat und war seit 1942 Dozent in Bonn.
1946 wurde er seines Amtes enthoben, konnte aber bereits ab 1947 im Landeskrankenhaus für Kinder- und Jugendpsychiatrie Bonn bis 1964 weiterarbeiten. 1949 wurde er außerplanmäßiger Professor an der Universität Bonn. 1950 wurde die Deutsche Vereinigung für Jugendpsychiatrie, eine  Nachfolgeorganisation der „Deutschen Gesellschaft für Kinderpsychiatrie und Heilpädagogik“ gegründet; Schmitz wurde dort Ehrenmitglied.
Anlässlich einer Anfrage in einer Entschädigungssache, bei der es um ein 1944 getötetes behindertes Kind ging, behauptete Schmitz 1954 wahrheitswidrig, die Akte sei nicht mehr aufzufinden.

## Schriften
- Die Persönlichkeitsdiagnose: Grundlegung einer organologischen Betrachtungsweise im Bereich des Seelischen (= Sammlung psychiatrischer und neurologischer Einzeldarstellungen. Bd. 20). Thieme, Leipzig 1942.
- Krankheitssymptom oder Persönlichkeitsmerkmal? Kritischer Beitrag zum Konstitutionsbegriff (= Antrittsvorlesungen der Rheinischen Friedrich-Wilhelms-Universität Bonn am Rhein. H. 17). Bonner Universitätsdruckerei, Bonn 1942.
- Die Richtungsbetrachtung, eine Brücke zwischen Medizin und Pädagogik. In: Studium Generale. Bd. 2 (1949), H. 3, S. 166–171.
- Charakterbild der organischen Störungen. In: Acta Paedopsychiatrica. Bd. 28 (1961), S. 287 ff.
- Druckphänomene als wesentliche Faktoren im Delinquenzverhalten des unreifen Menschen. In: Monatsschrift für Kriminologie und Strafrechtsreform. Bd. 45 (1962), S. 1 ff.

## Belege
1. ↑  Kürschners Deutscher Gelehrten-Kalender. 14. Ausgabe (1983). S. 4847.
2. ↑  Ralf Forsbach: Die Medizinische Fakultät der Universität Bonn im "Dritten Reich". München 2006. S. 216
3. ↑  Ernst Klee: „Euthanasie“ im Dritten Reich. Die „Vernichtung lebensunwerten Lebens“. Vollständig überarbeitete Neuausgabe. Fischer-Taschenbuch-Verlag, Frankfurt am Main 2010, ISBN 978-3-596-18674-7, S. 351.
4. ↑  Laut Schreiben des Psychiaters Wilhelm Kleine vom 19. April 1947, Ks 2/63 GStA Ffm., zit. n. Klee:  Personenlexikon. 2003, S. 550.
5. ↑  Ernst Klee: „Euthanasie“ im Dritten Reich. Die „Vernichtung lebensunwerten Lebens“. Vollständig überarbeitete Neuausgabe. Fischer-Taschenbuch-Verlag, Frankfurt am Main 2010, ISBN 978-3-596-18674-7, S. 491.

| Personendaten    | Personendaten                               |
| ---------------- | ------------------------------------------- |
| NAME             | Schmitz, Hans Aloys                         |
| ALTERNATIVNAMEN  | Schmitz, Hans Alois                         |
| KURZBESCHREIBUNG | deutscher Kinderpsychiater und T4-Gutachter |
| GEBURTSDATUM     | 1. Juli 1899                                |
| GEBURTSORT       | Lobberich                                   |
| STERBEDATUM      | 6. März 1973                                |
| STERBEORT        | Bad Neuenahr                                |